# Solomys spriggsarum
Solomys spriggsarum ist ein ausgestorbenes Nagetier aus der Gattung der Nacktschwanzratten. Es ist nur durch subfossiles Knochenmaterial bekannt geworden, das auf der Insel Buka am nördlichen Ende der Salomonen-Kette zu Tage gefördert wurde. Das Artepitheton ehrt den australischen Anthropologen und Archäologen Matthew Spriggs (* 1954) und seine Frau, die Linguistin Ruth Saovana-Spriggs.
Der Holotypus besteht aus einem rechten Oberkieferfragment einschließlich des größten Teils der Jochbeinplatte und eines Teils des rechten Gaumenbeins. Weiteres Material umfasst 62 rechte und 69 linke Unterkieferfragmente sowie 14 linke und 17 rechte Oberkieferfragmente. Solomys spriggsarum erreichte ungefähr dieselbe Größe wie die rezente Art Solomys ponceleti von Bougainville. Von den anderen Solomys-Arten unterschied sich Solomys spriggsarum durch die einfacheren Molaren, durch größere Höcker auf den unteren Schneidezähnen sowie durch den nach hinten erweiterten Gaumenknochen. Schädel und Kiefer waren ähnlich groß wie bei Solomys ponceleti.
Knochen- und Kieferfragmente von Solomys spriggsarum waren im Abri der Fossillagerstätte Kilu auf der Insel Buka recht häufig zu finden. Das Material wird auf ein Alter von 6600 bis 7900 Jahre datiert. Manche Autoren halten jedoch auch einen Aussterbezeitpunkt für die Zeit nach Christi Geburt für möglich Vermutlich starb diese Art aufgrund der Nachstellung durch Hunde und Schweine sowie durch die Konkurrenz mit anderen Rattenarten aus. Die subfossilen Überreste der eingeführten Arten wurden in Gesteinsgeschichten entdeckt, die auf ungefähr 90 n. Chr. (1860 yBP) datiert sind.
Obwohl S. spriggsarum und S. ponceleti etwa gleich groß waren, deutet die Morphologie der Molaren und des Schädels darauf hin, dass beide Taxa unterschiedliche Lebensweisen hatten und unterschiedliche Nahrung bevorzugten. Das verlängerte Rostrum von S. spriggsarum lässt die Vermutung zu, dass diese Art eine mehr bodenbewohnende Lebensweise hatte, während S. ponceleti eher auf Bäumen lebt.